# 환희 (소설)
〈환희〉(幻戱)는 <동아일보>에 연재된 나도향의 장편소설이다. 인생 무상을 주제로 한 그의 유일한 장편으로 초기작에서 나타난 감상적·낭만적 경향의 작품이다. 〈환희〉는 1922년 11월 21일부터 1923년 3월 21일까지 〈동아일보〉에서 연재되었다. 이 작품이 조선도서주식회사에서 단행본으로 간행된 것은 1923년 8월이다.

## 줄거리
죽어서 천당에 가기를 원하는 이상국은 함께 살아온 애첩과 첩 소생의 딸 혜숙을 분가시킨다. 이런 아버지를 못마땅하게 여기는 외아들 영철은 이복동생 혜숙과 동거하면서 일본에서 유학 하는 가난한 청년인 친구 선용을 소개시켜준다. 혜숙은 부유하고 잘생긴 백우영과의 교제를 원하지만, 오빠를 신뢰하는 까닭에 선용과 사랑한다. 선용이 일본으로 돌아간 후에도 둘의 사랑은 편지를 통해 이어진다.
백우영의 초대를 받은 혜숙은 강간 당하고 백우영의 아내가 되고 만다. 선용은 이를 듣고선 자살을 하려 하다가 휴양을 하기 위해 조선으로 귀국한다. 선용은 휴양 중에 결혼에 실망하고 폐결핵을 심하게 앓던 혜숙과 선용과 재회한다. 그러나 도쿄에서 자기를 몹시 따르던 한 여학생의 환상을 그리던 선용은 다시 일본으로 떠난다.
혜숙은 정월로 이름을 바꿔 오빠와 함께 부여로 정양을 떠난다. 거기서 오빠의 애인인 설화를 죽게 한 죄책감과 오빠의 친구 선용과의 이루지 못한 사랑, 자신이 가지고 있는 병들이 교차하던 혜숙은 백마강에 투신 자살한다.

## 평가와 분석
〈환희〉는 신여성 혜숙과 기생 설화를 축으로 하는 한두 개의 애정의 삼각관계를 기본으로 작품을 전개한다. 또한 인물들의 애정의 갈등 양상이 죽음으로 이어지는 비극적 결말 구조를 가졌다.
이 작품에서는 애정에 얽힌 인간의 욕망과 상황의 교차 속에서 낭만적인 삶의 비극이 그려진다. 이러한 신비롭고 낭만적인 죽음의 미의식이 작품의 특징이다. "정월은 백마강에 몸을 던졌다. …… 아아 죽어 간 정월이 설화의 원혼을 죽음으로 위로 할 수 있고, 이후에 선용이가 이 자리를 찾아낼 수가 있겠는가? 이 모두가 우리 인생이 한낱 환희인 까닭이로다"로 갈무리되는 작품의 결말은 작품의 낭만적인 경향을 대표한다. 〈환희〉는 이광수의 〈무정〉과 〈개척자〉로 대표되는 교훈적인 의식이 드러나는 작품이 익숙하던 독자들에게 낭만적 열정을 느끼게 민들었다.
〈환희〉에서 제시되는 인물 중 하나인 이상국을 통해 작품이 당시 사회의 미신적 종교관에 대한 비판함을 알 수 있다. 이 소설은 나도향의 낭만적인 애정문제와 현실비판적 작가의식을 합치려 한 작품으로 평가 받는 것과 동시에, 근대 소설의 기초를 마련했다는 평가를 받는다. 문장의 산만함과 치기가 작품의 단점으로 꼽히는데, 이러한 〈환희〉의 리얼리티가 완숙된 작품이 물레방아이다.